# マヌ
マヌ (Manu) は、インド神話の登場人物である。彼は全生命を滅ぼす大洪水をヴィシュヌ神の助けで生き延びたとも、洪水後に人類の始祖となったとも伝えられている。

## 解説
『リグ・ヴェーダ』によれば、マヌは「最初の祭祀者」と言われるヴィヴァスヴァットの子である。ヒンドゥー教の聖典であるプラーナ文献では、太陽神ヴィヴァスヴァットとサンジュニャーの子であるため、マヌは「ヴァイヴァスヴァタ・マヌ」（ヴィヴァスヴァタ・マヌとも）と呼ばれる。『ヴィシュヌ・プラーナ』 (3・2) では父は太陽神スーリヤ、母は創造神ヴィシュヴァカルマンの娘サンジュニャーだとされ、きょうだいに双子のヤマとヤミー (Yami) 、そしてアシュヴィン双神とレーヴァンタがいる。ヴァイヴァスヴァタ・マヌ（ヴィヴァスヴァタ・マヌ）は、アーディティヤ神群の一員とも、アヨーディヤの初代の王とも言われている。

## マヌと大洪水の物語

### ブラーフマナ神話
マヌと大洪水の物語について、ブラーフマナの神話を伝える『シャタパタ・ブラーフマナ』 (1・8・1・1-10) では以下の内容で語られている。
あるときマヌが水を使っていると、手の中に小さな魚が飛び込んで来て「数年後に大洪水で人類が滅亡するが、私を飼ってくれたら洪水の時にあなたを助ける」と話した。マヌはその魚を飼い始めたが、魚がじきに大きくなったので海に放してやった。数年後に大洪水が起こり、マヌが魚の残した助言に従って船に乗り込むと、魚が近付いてきた。魚の角に船を繋ぐと、魚は北のヒマーラヤの高い場所まで船を運んだ。マヌが船を下りた場所は「マヌの降り場」「マヌの降りた所」と呼ばれている。このようにしてマヌは、全生物を滅ぼす大災害を生き延びることができたが、地上で唯一の人間となってしまった。マヌは子孫を得るべく苦行を重ね、水に供物を捧げる祭祀を続けた。1年後、水の中から一人の女性が現れた。ミトラ神とヴァルナ神が彼女を見初めたが、彼女は「自分はマヌの娘でありマヌの元へ行く」と言って去った。その後彼女はマヌに会い、「あなたが水に捧げた供物から生まれた」と話した。マヌと女性が始祖となってふたたび地上に人々があふれたという。
マヌと大洪水の物語は、『マハーバーラタ』 (3・185) でも語られている。魚はブラフマー神の化身で、地上に再び生命をあふれさせるようにとマヌに語った。

### プラーナ神話

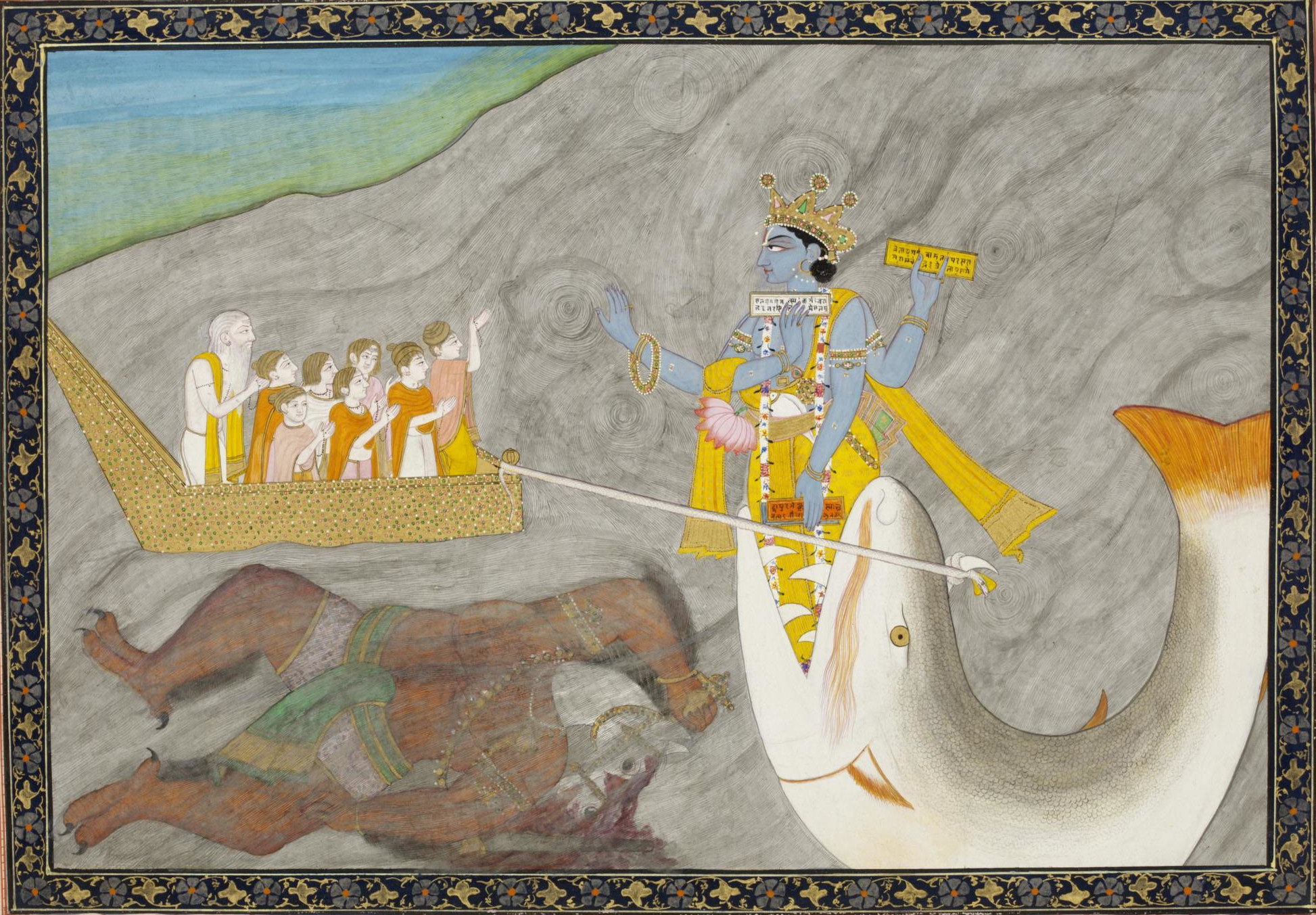
大洪水のさなか、マヌと7人の賢者の乗る船がマツヤによって守られている場面（1870年）

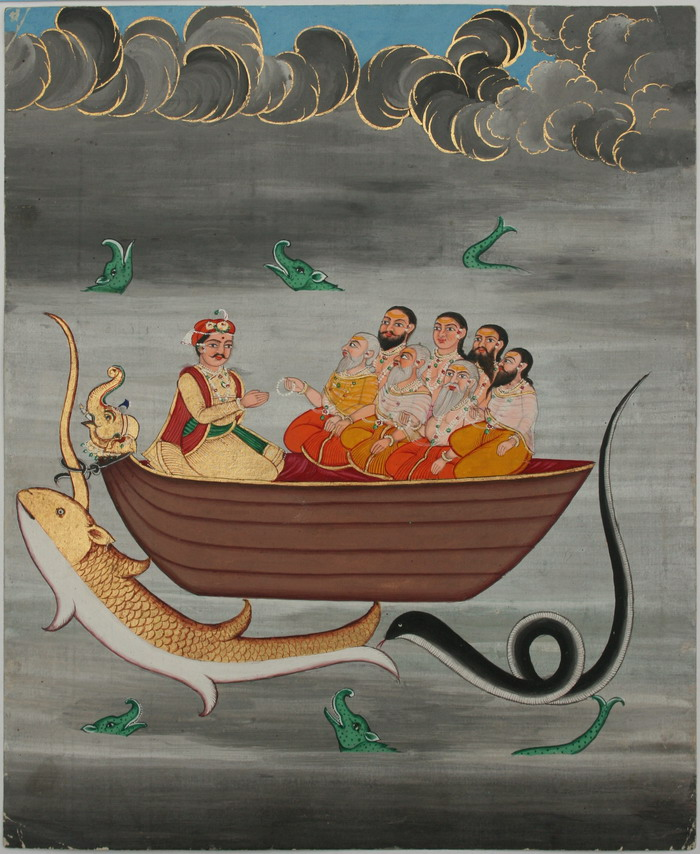
同（1890年）

時代が下り、プラーナ神話を伝える『バーガヴァタ・プラーナ』 (8・24) では、魚はヴィシュヌ神のアヴァターラ（化身）の1つ「マツヤ」とされ、「マヌ」は王仙サティヤヴラタに対してヴィシュヌが与えた称号とされた。
ブラフマー神の1日（カルパ）の終わる頃、太陽神ヴィヴァスヴァットの子でシュラーッダデーヴァと呼ばれるサティヤヴラタが苦行の日々を送っていた。あるときサティヤヴラタが祖霊に水を捧げる儀式を行っていたところ、手の中に小さな魚が飛び込んで来て「大きな魚に食べられないように私を守ってほしい」と言った。サティヤヴラタはその魚を瓶に入れて飼い始めた。じきに魚が成長したため池へ移し、その池にも余るほど成長したので湖へ、そして海へと移していった。ここに至ってサティヤヴラタは、その魚の正体がヴィシュヌ神だと気付いた。魚はサティヤヴラタに、7日後に大洪水が起こることを教え、「船を用意するから7人の賢者とすべての種子を乗せるように」と告げて姿を消した。7日後に大洪水が起こり、サティヤヴラタが魚の助言に従って船に乗り込むと、ヴィシュヌの化身の1つ・角のある魚「マツヤ」が近付いてきた。サティヤヴラタは蛇王ヴァースキの体でマツヤの角に船を繋ぎ、このようにして彼は世界の帰滅を生き延びることができた。マツヤの語る言葉によって真理を悟ったサティヤヴラタは、次のカルパ、すなわち現在のカルパを生きるヴァイヴァスヴァタ・マヌになった。なお、『バーガヴァタ・プラーナ』での大洪水は、カルパが終わるたびに起きては世界を一時的に帰滅させる洪水とブラーフマナ神話での大洪水とを結び付けたものだと考えられている。

## ヒンドゥー教神話におけるマヌ
プラーナ文献によるとマヌは14人いるとされる。14人のマヌとは、
- スヴァヤムブヴァ・マヌ
- スヴァーローチシャ・マヌ
- アウッタミ・マヌ
- ターマサ・マヌ
- ライヴァタ・マヌ
- チャークシュヤ・マヌ（英語版）
- ヴァイヴァスヴァタ・マヌ（あるいはシュラーッダデーヴァ・マヌ（英語版）、サティヤヴラタ・マヌ。前述の洪水伝説に登場する）
- サーヴァルナ・マヌ（英語版）
- ダクシャサーヴァルナ・マヌ
- ブラフマサーヴァルナ・マヌ
- ダルマサーヴァルナ・マヌ
- ルドラサーヴァルナ・マヌ
- ラウチャ・マヌ
- バウティヤ・マヌ

の14人である。カルパの終りに世界は帰滅するとされるが、カルパは全部で14期あり、そのためそれぞれに1人の人類の祖マヌが存在する。また1人のマヌの生存期間をマヌヴァンタラといい、それぞれが天の1200年、人間界の432万年に相当するとされる。
現在のマヌは第7のヴァイヴァスヴァタ・マヌであり、太陽神ヴィヴァスヴァットの子である。ヴィシュヌ神が救ったのはこのマヌとされ、彼からイクシュヴァークをはじめとする諸王家が誕生したと説明されている。
第1のスヴァヤムブヴァ・マヌ（スヴァーヤムブヴァ・マヌ、スヴァーヤンブヴァ・マヌとも）は、ブラフマー神（スヴァヤンブー）の息子とされている。スヴァヤムブヴァ・マヌの述べた教義をまとめたのが『マヌ法典』だとされており、彼から始まる7人のマヌの名前が記されているという。